# 鸟瞰新重庆
《鸟瞰新重庆》是重庆广播电视集团旗下的重庆电视台拍摄的一部大型航拍纪录片。用以展现1997年重庆升级为中华人民共和国直辖市后，市内38個区县的新面貌以及發展，诸如城区日景、夜景，以及旅游景点、交通设施、著名企业等。自1999年首次拍摄以来，已先后拍摄了7次，最新为2016年第七版。2024年第八版已于2023年11月9日宣布筹划拍摄。

## 失事
2015年9月13日13时10分左右，重庆通用航空有限公司B－7702号贝尔407GX直升机执行万州至梁平航拍任务过程中，与地面失去联系。直升机上载有4人，包括正驾驶、副驾驶和2名随机作业人员。18时30分左右，搜寻人员在重庆市梁平县蟠龙镇扈槽村发现失联的直升机，证实该机已经坠毁，机上人员已经全部遇难。